# 百獣大戦アニマルカイザー
『百獣大戦アニマルカイザー』（ひゃくじゅうたいせんアニマルカイザー）は、2007年9月ごろから、日本全国のゲームコーナー、ショッピングセンターなどで稼動していた、バンダイナムコゲームス製作によるアーケードゲーム。カードを読み込ませて戦うデータカードダスシリーズの一つ。キャッチコピーは、「サメ対ライオン、勝つのはどっちだ!?」（シリーズ中盤から「勝つのはどいつだ!?」に変更）
世界中に実在している動物同士を戦わせる。ただし、動物達が繰り出す技は架空のものである。

## 概要
使用するカードは赤いアニマルカード、緑色のストロングカード、青いミラクルカードの3種類があり、これらの3種類のカードを組み合わせて製作したデッキを用いてゲームをプレイする。基本のデッキ内容は、戦う動物を呼び出すアニマルカード1枚、動物の技を強くするストロングカード1枚、大自然の力を借りて特殊能力を発動するミラクルカード1枚。ただし、全てのカードが無くても遊ぶことはできる。
第14弾でサービス終了。2011年2月中旬ごろから設置店舗から撤去された。
アニマルカード
動物（アニマル）のイラストの他に攻撃力、体力、技の名前（ガッツ技(G)、テック技(T)、パワー技(P）、そしてアニマルのタイプ（スピード、マルチ、ヘビーのいずれか）が印刷されている。アニマルによって、得意とする技の系統が違う。アニマルによっては固有の特殊能力があり、そのアイコンも表記されている。
ストロングカード
イラストの他に、ガッツ技のレベル、テック技のレベル、パワー技のレベルが印刷されている。また、カードによってはアニマルに特殊能力を付加する、「オーラ」のレベルが印刷されている。
ミラクルカード
イラストの他に、ミラクルポイント、相性（アニマルカードのタイプに対応し、スピード、マルチ、ヘビーのいずれか）が印刷されている。また、カードによっては、ゲーム進行に影響を与える「ミラクル効果」が印刷されている。

## リリース
- 2007年9月 - 第1弾稼働
- 2007年12月 - 第2弾「爆闘!新たな戦士たち」稼働
- 2008年3月 - 第3弾「激闘!最強への挑戦」稼働
- 2008年5月 - 第4弾「つかめ!栄光のビクトリー」稼働
- 2008年7月 - 第4弾DX稼働
- 2008年9月 - 第5弾「爆来!まばゆき超闘士」 稼働
- 2008年12月 - 第6弾「最凶!おそるべき暗黒軍団（ダークフォース）」 稼働
- 2009年3月 - 第7弾「爆突!絶滅四天王VS新闘士（ニューヒーロー）」 稼働
- 2009年6月 - 第8弾「爆震!極まりし最強闘士（マスターヒーロー）」 稼働
- 2009年7月 - 第8弾DX「決戦!ダブル究極 超激突（メガインパクト）」 稼働
- 2009年10月 - 第9弾「爆力!森からきた甲虫戦士（ビートルウォーリアーズ）」 稼働
- 2009年12月 - 第10弾「爆密!忍動物（シノビアニマル）ただいま参上!!」 稼働
- 2010年3月 - 第11弾「爆鋼!マシン軍団VS超新星（ニューヒーローズ）」 稼働
- 2010年6月 - 第12弾「脱獄動物（だつごくアニマル）の逆襲」稼働
- 2010年9月 - 第13弾「銀河からの侵略者」稼働
- 2010年12月 - 第14弾「全動物絶体絶命（ぜんアニマルぜったいぜつめい）」稼働
- 2011年2月 - サービス終了
- 2015年7月 - 筐体の修理サポート終了[1]

## 遊び方
1. 100円玉を入れる。
2. 一人で遊ぶか、二人で遊ぶかを選ぶ。
3. 普通の相手と戦うか、強い相手と戦うかを選ぶ。
4. カードをスキャンする。カードがない場合はスキャンをしなくともよい。その場合はボタンを押してスキップすることができる。
5. ゲームは最大3ラウンド。各ラウンドごとに、スロットを緑色のボタンと黄色のボタンを止める事で技を出し合うことを繰り返す。相手の体力を先になくした方が勝ち。
6. 3ラウンドを勝ち抜くか、いずれかのラウンドで負けると、カード取り出し口よりカードが払い出される。

## 特徴
バンダイ主導で開発されていた、従来のアニメ特撮キャラクターのカードダスと違い、初の完全にオリジナルのノンキャラクタータイトルである。筐体もデータカードダス汎用のTaito Type Xを搭載した3ボタンのものではなく、専用基板を使用した2ボタンのものが使用されている。そのため、起動にかかる時間やアップデート方法も他のデータカードダスシリーズとは全く異なる。
開発は、他のタイトルのように外部のソフトハウスが行うのではなく、バンダイナムコゲームスの内部スタッフが行っており、業界誌のインタビューによると、そのスタッフには鉄拳やガンダム戦場の絆のメンバーが参加している。そのためか、動物のCGモデルやモーションは非常にハイクオリティとなっており、他のキッズ向けカードゲームとは一線を画している。
動物たちがくり出す技は、どれも荒唐無稽であり、ステージ上ではサメが宙を浮きサバンナでライオンと闘い、逆に海底のステージでも陸上の動物は平然と闘う。一見大人の目から見るとヤケクソにみえるが、これらに関してもインタビュー記事によれば、実際のプレイヤーである未就学児童への綿密な嗜好調査の結果を元にマーケティングされ、導き出された物と言う事である。

## 登場の各勢力
- ヒーロー動物（ヒーローアニマル）
- ホワイトナイツ
- ダークフォース
- 絶滅四天王（ぜつめつしてんのう）
- マスターアニマル
- 忍動物（シノビアニマル）
- マシンアニマル
- 脱獄動物（だつごくアニマル）
- 銀河侵略動物（ぎんがしんりゃくアニマル）
- 歴代アニマルカイザー（れきだいアニマルカイザー）

## 登場する動物たち
アニマルカイザーに登場する動物は、いわゆる一般的な動物と、名前や性格設定がつけられキャラクター化された個体が存在する。

## 陸生動物

### ネコ科

#### ライオン（百獣の王）
タイプ：マルチ
G:ロイヤルファング
T:キングスマッシャー
P:ダイナミックスピン
「レオン」若きライオン（若き百獣の王）
第1弾〜6弾までの主人公キャラクター。瞳が緑色でたてがみにアホ毛がついている。７弾から登場する主人公の若きライガー・アポロンの兄である
「ファイヤーレオン」
小学館学習雑誌の2008年4月号付録カードでのみ使用出来るレオン。4月号付録カード「特訓中レオン」に、同7月号に付属のシールをカードに貼って名前を「ファイヤーレオン」にすることができる。特訓を行っている設定なので、身体にキズや包帯が巻かれている。読者からの募集で名前が決定した特殊技「グリフォニングアタック」が使用出来る。発動時には「特訓完了」というかけ声とともに、身体が真っ赤に変化し炎の翼が生える。
「マスターレオン」
8弾DXから登場した、レオンが修行の末、究極レアの「マスターアニマル」としてパワーアップした姿。
レオンくん
カードリスト等に登場する、マスコットキャラ。上のレオンと同一人（?）物かは不明。技は「レオン」若きライオンと同じ。
ゴルザード（黒き焔）
紫色の体毛に赤い瞳を持つ。隻眼で、右目に稲妻の形の傷がある。かつての最終ボスアニマルで、いわゆる悪玉キャラクター。第六弾でカード化され、プレイヤーキャラとして使用することが出来るようになった。
「デスゴルザード」（地獄の焔）
6弾でヒーローアニマルたちの手によって倒されたゴルザードが、「大凶の鎧」をまとい地獄から蘇った姿。7弾のボスで、8弾でカード化された。相手を瀕死にする能力の地獄の呪いが使える唯一のキャラクターである。
「オリオン」
11弾からの主人公で、レオンの息子。他のライオンよりも体格の小さい仔ライオン。
「本気（マジ）オリオン」
13弾から登場した、ガレオンからもらった腕輪をつけてパワーアップした姿。
オリオンくん
カードリスト等に登場する、マスコットキャラ。
「レグルス」
11弾から登場した、ゴルザードの息子。11弾時には実機からはカードは排出されず、小学館雑誌の2010年4月号の付録カードでのみ使用できた。名前は決まっておらず「???」ゴルザードJr.と表記され、誌上での募集キャンペーンの結果、名前が決まった。
「真剣（ガチ）レグルス」
13弾から登場した、ガレオンからもらった腕輪をつけてパワーアップした姿。

#### バーバリライオン
※キャラクター付けのされていないバーバリライオンそのもののカードは存在しない。
ガレオン（光の獅子）
行方不明だったレオンの父親でありジークの師匠。今は亡き先代アニマルカイザーの元で、ゴルザードと共に修行をしていた。第六弾でボスとして登場。第七弾でカード化された。
タイプ：マルチ
G:ファイナリーデッドエンド
T:サンシャインスマッシャー
P:ソルフレイム

#### ベンガルトラ（密林のスナイパー）
タイプ：マルチ
G:ハンターズエッジ
T:フォレストスナイパー
P:ホームランアクセル
「キッド」若きベンガルトラ（若き白虎（ホワイトタイガー）、疾風のカミカゼ）
下のジョーとは双子。白い体毛の虎。
「ジョー」若きベンガルトラ（若き黒虎（ブラックタイガー））
こちらは黒い虎。両者ともに技によっては攻撃の際に兄弟のもう片方が出現する。

#### シベリアトラ
※キャラクター付けのされていないシベリアトラそのもののカードは存在しない。
「ジーク」（蒼天の稲妻）
蒼い体毛の虎。来るべき戦いに備え、アニマル達を鍛える指導者的役割を持っており、7段で修行の旅に出た。かつては最終ボス役だった。海外版における名前は「ジークフリート（Siegfried）」。
「帰ってきたジーク」
7弾でレオンと共に修行に旅立った設定のジークが、忍者修行をつみパワーアップして帰還した姿。赤いマフラーをしている。8弾のボス。9弾でカード化された。

#### ライガー
※キャラクター付けのされていないライガーそのもののカードは存在しない。
「アポロン」若きライガー
レオンに代わって登場した、第7弾〜10弾までの主人公キャラクター。レオンの弟である。
「猛特訓アポロン」
小学館学習雑誌の2009年4月号付録カードで使用できるアポロン。P技が???になっており、技名が読者募集されていた。同7月／8月号のシールを貼る事で、「スパークアポロン」にする事が出来、名前が募集された技「フライガースカイザー」が使用可能。
「ド根性アポロン」
ポテコ4のおまけカードとしてのみ登場した、特殊能力「ド根性」を持ったアポロン
「マスターアポロン」
13弾から登場した、アポロンが修行の末、究極レアの「マスターアニマル」としてパワーアップした姿。
アポロンくん
カードリスト等に登場する、マスコットキャラ。

#### チーター（地上最速のスプリンター）
ド根性チーター
「ド根性アニマル」は第6弾から登場した、攻撃を受ける度に攻撃力が上がる特殊能力を身につけた強化版。

#### キングチーター
※キャラクター付けのされていないキングチーターそのもののカードは存在しない。
「キングチーター老師」
第18代目アニマルカイザーで大変な努力家。「見切り」「ゴッドバースト」を持つ。

#### クロヒョウ（漆黒のハンター）
二代目クロヒョウ
「二代目」とつくと、技や特殊能力が一部変更される。

### イヌ科

#### リカオン（草原の暗殺者）
「シロ」
その名の通り白いリカオン。修行の末にホワイトナイツに転生した。かけっこが得意。

#### ヨコスジジャッカル
ド根性ヨコスジジャッカル

#### ヨーロッパオオカミ
「シュナイダー」
白いオオカミ。ホワイトナイツの副リーダーにして作戦参謀。
「シュバルツ」
紫のオオカミ。ダークフォースの副リーダーにして作戦参謀。シュナイダーとは幼馴染でありライバル。闘い方は相手の攻撃を計算するパーフェクトな闘い。額に傷がある
二代目ヨーロッパオオカミ

#### ニホンオオカミ
※キャラクター付けのされていないニホンオオカミそのもののカードは存在しない。
「ツキカゲ」
「化け」能力を持つ、シノビアニマルの頭領。10弾のボスアニマル。

#### キタキツネ
※キャラクター付けのされていないキタキツネそのもののカードは存在しない。
「コン助」
「化け」能力を持つ、シノビアニマルの一匹。ロードローラーに姿を変えて戦う技を持っている。

#### ホンドタヌキ
※キャラクター付けのされていないホンドタヌキそのもののカードは存在しない。
「タヌ吉」
「化け」能力を持つ、シノビアニマルの一匹。戦車に姿を変えて戦う技を持っている。
練習中「タヌ吉」
小学館雑誌の2010年1月号付録カードで使用できる。忍法・機関車変化という、機関車に変身する技をもっている。

### ハイエナ科

#### ブチハイエナ
「ストレート」
脱獄軍団のハイエナ。ライオン族を極めて毛嫌いしており、食い逃げの罪で収監されていた。

### クマ科

#### ツキノワグマ（月光の荒武者）
二代目ツキノワグマ
ド根性ツキノワグマ

#### ホッキョクグマ（北極の白き悪魔）
「オーガン」
ゴルザードによってうまれたダークフォースのホッキョクグマ。ダークフォースのリーダーで冷徹かつ残虐な心をもつ。胸元に傷がある。
二代目ホッキョクグマ

#### ジャイアントパンダ（你好）
タイプ：スピード
G:放連岩（ホウレンガン）
T:回回蹴（カイカイシュウ）
P:乗岩転（ジョウガンテン）
二代目ジャイアントパンダ

#### グリズリー
プロモーションカードのみで手に入るアニマル。Tシャツを着用したキャラクターで、実際のゲームにもカードと同じシャツを着たグリズリーが登場する。シャツの柄は「小学館マーク（ムック付録）」「ポテコマーク（菓子付録）」「グリズリーマーク青（大会参加賞）」「グリズリーマーク赤（大会参加賞）」「肉マーク（大会参加賞）」「アニマルカイザーマーク（大会参加賞）」が確認されている。

### サイ科

#### インドサイ（鎧のメガトンファイター）
タイプ：ヘビー
G:ホーンドブレイク
T:ユニコーンスパイラル
P:ロックバスター

#### シロサイ（二本角の重戦車）
「タイタン」
ダークフォースの一員で一番の熱血漢。額に傷がある
ド根性シロサイ

### ゾウ科

#### インドゾウ（そびえ立つ哲学者）
「ルシファー」
ダークフォースの一員で一番の力持ち。シュバルツほどでは無いが知識も高い。鼻頭に傷がある。
ド根性インドゾウ

#### アフリカゾウ（巨大なる破壊神）
「マックス」
ホワイトナイツのリーダー。ホワイトナイツは、神の加護を得た正義のアニマル。

### ヒト科（類人猿）

#### ローランドゴリラ（聡明なる勇者）
タイプ：マルチ
G:ターザンドロップ
T:ココナッツシュート
P:コングボンバー
「ジャンボ」若きローランドゴリラ
青い体毛で、前髪が逆立っている。
「アラシュタイン中尉」
13弾から登場した、「銀河侵略動物」の一員。白い身体に全身金色の模様がある。帝王に忠実で、命令を遂行するためなら一切手段を選ばない。

#### オランウータン（やさしき森の哲人）
ド根性オランウータン

### カバ科
いわゆる自然界に生息するカバそのもののカードは存在しない。
カバ太郎（アニマル界の貴公子（自称））
カバ三兄弟の長兄。体毛は赤色。虎の兄弟のように、技によっては他の兄弟達が出現することもある。
カバ二郎
カバ三兄弟の次男。体毛は青色。
ちょいワルカバ二郎
特殊能力「しびれ」を持っているカバ二郎。
きゅうけつカバ二郎
特殊能力「きゅうけつ」を持っているカバ二郎。
ド根性カバ二郎
カバ三郎
カバ三兄弟の三男。体毛は金色。
ちょいツヨカバ三郎
特殊能力「どく」を持っているカバ三郎
きゅうけつカバ三郎
特殊能力「きゅうけつ」を持っているカバ三郎
ド根性カバ三郎
カバ零郎（ぜろう）
第34代目アニマルカイザーでカバ三兄弟の父親。「どく」「しびれ」「きゅうけつ」を持つ。

### ウシ科

#### アフリカスイギュウ
ド根性アフリカスイギュウ

#### ヨーロッパバイソン（誇りの双角）
「バイソン組長」
第25代目アニマルカイザーであらゆるダーティーな技に精通している。「死神召喚」「どく」「ダークバースト」を持つ。

### キリン科

#### マサイキリン
※キャラクター付きのされていないマサイキリンそのもののカードは存在しない。
「エース」
脱獄軍団のキリン。身体中にガイコツの刺繍がある。

### ヘビ（コブラ科・ボア科・クサリヘビ科）

#### インドコブラ（恐るべき毒牙）
タイプ：スピード
G:サイコスネーカー
T:ジャッキーブレイク
P:ヘビークラッシュ
二代目インドコブラ

#### アナコンダ
「ロナウド」
ホワイトナイツのメンバー。記憶力に優れ、人の失敗をいつまでも覚えている。

#### サンゴヘビ
二代目サンゴヘビ
二代目となり「どく」属性が追加された。「そうごうりょく」を下げる。
ド根性サンゴヘビ
特殊能力「ド根性」を身につけた強化版
「サンゴ師匠」 （美しき伝説の牙）
9弾のボスで、10弾でカード化された。第35代目（先代）のアニマルカイザーで、既に死んでいたが落雷によって蘇った。「どく」「しびれ」「元祖カイザーフラッシュ」を持つ。

#### ガラガラヘビ（忍び寄る魔音）
二代目ガラガラヘビ

#### ブルーコーラルスネーク（死を呼ぶ首飾り）
「どく」と「しびれ」を両方持っている。

### ワニ（アリゲーター科・クロコダイル科・ガビアル科）

#### ガンジスガビアル（スマートな殺戮者）
「ダイバ」
ホワイトナイツのメンバー。難しい本を読むのが好きで、料理も得意。とくにインドカレーが評判。

### カメ（イシガメ科・カミツキガメ科・ヘビクビガメ科）

#### トゲヤマガメ
ド根性トゲヤマガメ
「トゲヤマガメ仙人」
第12代目アニマルカイザーで一万年も生きたと言われる。「カイザーフラッシュ」「アイアンハート」を持つ。

### オオトカゲ科

#### コモドドラゴン
「ジョーカー」
脱獄軍団の指導者。死神王と契約を結び、禁断の技を習得している。

## 水生動物

### サメ（ネズミザメ科・ノコギリザメ科・ミツクリザメ科・シュモクザメ科）

#### ホホジロザメ（荒海のエンペラー）
タイプ：ヘビー
G:アサルトコバーン
T:テイルスラッグ　
P:グランドモーグル
「ブルー」若きホホジロザメ
体色が青いホホジロザメ。
「マスターブルー」
8弾から登場した、ブルーが修行の末、金レアの「マスターアニマル」としてパワーアップした姿。
「コバルト」
ブルーの兄。掟を破って禁断の技を習得し、そのために一族から追放された。第12弾のボス。

#### ノコギリザメ
ド根性ノコギリザメ

#### ミツクリザメ（深海の荒くれ番長）
二代目ミツクリザメ
ド根性ミツクリザメ

### エイ（ノコギリエイ科・イトマキエイ科・ヤマトシビレエイ科・ガンギエイ科）

#### オオノコギリエイ（危険なカーペンター）
「ブッタギル大佐」
13弾から登場した、「銀河侵略動物」の一員。白い身体に全身金色の模様がある。メンバー随一の切れ者で、自慢のノコギリで何でも切断してしまう。

#### オニイトマキエイ
「ジンライ」
ホワイトナイツ。なんでも食べる食いしん坊。まめな性格で、毎日日記をつけることをかかさない。

#### ヤマトシビレエイ（しびれる大和魂）
ド根性ヤマトシビレエイ
特殊能力「ド根性」を身につけた強化版

### バショウカジキ科
バショウカジキ

### チョウチンアンコウ科
チョウチンアンコウ（深淵の探索者）

## 海洋哺乳類

### シャチ科
シャチ（マリンブルーの海賊）

### イッカク科

#### イッカク（北海のユニコーン）
「ガイロス」
ダークフォースの一員でどんな時も冷静沈着。額に三日月の傷がある
「ニカク師匠」
第29代目アニマルカイザーで角を思わせる牙が二本ある。「ど根性」「大キアイ」を持つ。

### ジュゴン科
ジュゴン（魅惑の歌手）

### クジラ（マッコウクジラ科・ナガスクジラ科）

#### シロナガスクジラ
※キャラクター付けのされていないシロナガスクジラそのもののカードは存在しない。
「シロナガス帝王」（白き伝説）
13弾から登場した「銀河侵略動物」の指導者。白い身体に全身金色の模様がある。全宇宙を破壊することを考えている恐ろしい破壊神。
「滅亡シロナガス帝王」
シロナガス帝王の真の姿。ピンチになると「ハルマゲドン」を引き起こす。

### サンショウウオ科
アホロートル

### ウニ科
アカウニ
ムラサキウニ

## 鳥類、コウモリ

### タカ科
ハクトウワシ（高貴なる天空神）
タイプ：スピード
G:ツインハリケーン
T:エンペラーフェニックス
P:ホライズンスラム
「イカロス」若きハクトウワシ
通常と異なり羽根・体毛は茶色。
「マスターイカロス」
8弾から登場した、イカロスが修行の末、究極レアの「マスターアニマル」としてパワーアップした姿。
「マスターダイダロス」
第33代目アニマルカイザーでマスターアニマル。イカロスの先祖で、「カイザーフラッシュ」を持つ。
イヌワシ（雄々しき空の勇者）
「ダグラス」
ダークフォースの一員で一番素早い。首筋に傷がある。バロンとは幼い頃のライバル
ダルマワシ（空の道化師（ピエロ））

### ハヤブサ科

#### ハヤブサ（地球最速の翼）
「ド根性ハヤブサ」

### フクロウ科

#### アメリカワシミミズク（ミッドナイトスナイパー）
「バロン」
ホワイトナイツのご意見番。意表をついた戦い方が得意。

#### コンドル
二代目コンドル

### サイチョウ科
オオサイチョウ（密林のハンサムボーイ）

### コウモリ（チスイコウモリ科・オオコウモリ科・ヒナコウモリ科）

#### ナミチスイコウモリ（闇に忍ぶ吸血鬼（バンパイア））
コウモリは「きゅうけつ」技で攻撃と回復が同時にできる(オオコウモリなど血を吸わないコウモリも含む)。
「コワース軍曹」
13弾から登場した「銀河侵略動物」の一員。白い身体に全身金色の模様がある。ものを破壊することが何より好きで、今までに破壊したものをほとんど覚えている。

#### ハイガシラオオコウモリ
「ブライト」
小学館の『幼稚園』『てれびくん』『小学二年生』に登場した8番目のホワイトナイツ。

#### ウサギコウモリ（俊敏なる攻撃機（アタッカー））
ド根性ウサギコウモリ

## 虫

### サソリ
レッドクロースコーピオン（紅き星の死神）
ジャイアントデスストーカー
ストライプバークスコーピオン（地を這う死刑執行人）

### クモ
スターバーストタランチュラ（俊足の暴星）
特殊能力「しびれ」で防御力を下げる。
コバルトブルータランチュラ（戦慄のコバルトブルー）
レッドニータランチュラ（衝撃のファイヤーレッド）
「どく」と「しびれ」を両方持っている。

### カマキリ

#### オオカマキリ（緑のサムライ）
ド根性オオカマキリ
特殊能力「ド根性」を身につけた強化版

#### ヒシムネカレハカマキリ
「サスケ」
ダークフォースの一員。鋭い鎌でどんな物も真っ二つにしてしまうがこんにゃくだけは切れない。羽の付け根に傷がある。

### カブトムシ

#### ヘラクレスオオカブト（荘厳なる剣王）
カブトムシ・クワガタムシは、特殊能力「大キアイ」をもっている。

#### カブトムシ
毒どくカブトムシ
大会参加賞の特別なカード。普通のカブトムシだが、「どく」を装備している。
しびしびカブトムシ
大会参加賞の特別なカード。普通のカブトムシだが、「しびれ」を装備している。

### クワガタムシ
ギラファノコギリクワガタ（漆黒のソードマスター）
オウゴンオニクワガタ
ヨーロッパミヤマクワガタ
メタリフェルホソアカクワガタ

## 絶滅動物

### マンモス
「バッカス」（蘇りしマンモス）
ゴルザードが魔法で蘇えらせたマンモス。第5弾でボスとして登場。第7弾でカード化された。海外版における名前は「アトラス（Atlas）」。
「マンモス和尚」
第7代目アニマルカイザーにして禅の道を極めた僧侶。「しびれ」「絶滅宣言」を持つ。

### サーベルタイガー
「ジュピター」蘇りしサーベルタイガー

### 始祖鳥（古の暴翼）
「ウラーノス」蘇りし始祖鳥

### ディニクチス（原始海の暴君）
「ポセイドン」蘇りしディニクチス

## マシンアニマル

### マシンライオン-HGX
11弾のボスとして登場した、ライオン型ロボット。ボディにビーム砲を内蔵している。
量産型マシンライオン

### マシンゴリラ-HG
ゴリラ型ロボット。ロケットパンチを発射する。握力は3倍。
量産型マシンゴリラ
からくり大猿
江戸時代に作られたからくり人形。

### マシンイーグル-HG
鷲型ロボット。ボディに大型爆弾を内蔵している。たくさんの爆弾やミサイルをつけているストロングカードがある。（圧倒的武力）
量産型マシンイーグル

### マシンシャーク-HG
サメ型ロボット。大型バルカン砲内蔵。太平洋のほぼ全域を制圧するほどの指揮能力をもっている。
量産型マシンシャーク
ド根性マシンシャーク
試作中のド根性回路を搭載している。

## 日本未登場アニマル
以下のキャラクターは海外版でのみ登場し日本国版では登場しなかったアニマルである。
- マスターカバ三郎（Master Hippo Harry）

カバ三郎がマスターアニマルに成長した姿。
- マスタージャンボ（Master Jumbo）

若きローランドゴリラのジャンボがマスターアニマルに成長した姿。
- ハンゾウ（Hanzou）

シノビアニマルのローランドゴリラ。
- ゴエモン（Goemon）

シノビアニマルのツキノワグマ。
- ハート（Spade）

脱獄軍団のインドコブラ。毒のエキスパートである。
- シャッフル（Shuffle）

脱獄軍団のコンドル。
- サシタルゼー少佐（Pvt. Stinger）

銀河侵略軍団のスターバーストタランチュラ。自慢の毒針で穴をあけることが好き。
- クダイタル大将（Gen. Crusher）

銀河侵略軍団のホルスタイン。軍団の切り込み隊長で、パワーが自慢。
- メッスール元帥（Admiral Eraser）

銀河侵略軍団のベンガルトラ。シロナガス帝王の片腕的存在であり、帝王が姿を現す前には最終ボス役も務めた。

## オーラとその効果
一部のストロングカードには動物をパワーアップさせる効果を持つオーラがつけられていることがある。マークが多いほど効果が強く出る。また、オーラ爆発が起こると起きたターンに最大限の効果が出せる。
- バーニングオーラ - 赤色のオーラ。時間とともに体力を回復する。
- シャイニングオーラ - 黄色のオーラ。攻撃力が上がる。
- ディフェンスオーラ - 銀色のオーラ。防御力が上がる。
- ミラクルオーラ - 青色のオーラ。ミラクル技の威力が上がる。またオーラ爆発時には自動的にセットスロットが全てミラクル技になる。
- エビルオーラ - 紫色のオーラ。攻撃すると相手の体力を吸って回復する。
- フォレストオーラ - 緑色のオーラ。時間とともに攻撃力と防御力が上がる。

## 動物の特殊能力
アニマルによっては、特殊な能力を持っている者があり、アニマルカードの右上と左下にアイコンが表示されている。右上に記載される効果は主に特定の技で攻撃する時に相手に与える特殊効果。左下に記載される効果は主に自分の体力の残量がトリガーになって（もしくはランダムに）発動する特殊能力が記載される。

### 右上に表記
- どく - 次のターン、相手の攻撃力を下げる。
- しびれ - 次のターン、相手の防御力を下げる。
- きゅうけつ - 相手の体力を吸い取って回復する。
- 化け - 他の動物の姿と技を借りて攻撃する。
- 弱点サーチ - 次のターン、攻撃力を上げる。
- 地獄ののろい - 呪い発動中に攻撃が決まれば相手の体力に関係なく必ず倒せる。

### 左下に表記
- カイザーフラッシュ - 見た目を金色に変化させ、攻撃と防御を上げる。
- 元祖カイザーフラッシュ - カイザーフラッシュの強化版。
- ゴッドバースト - ゲージを全て5（マキシマム / アルティメット）にする。
- ダークバースト - 相手のゲージを全て1にする。
- 真ダークバースト - ダークバーストの強化版。相手の防御力も下げる。
- 絶滅宣言 - 次のターンのセットスロットが得意技かミラクル技の2パターンになるが、アタックスロットが一か八か（最大か最小）になる。
- ド根性 - 攻撃されるごとにメーターの針が進んでいき、3ターン耐えると攻撃力が跳ね上がる。
- 大キアイ - キアイダメージ / キアイガードの効果が上がる。
- 見切り - 一定の確率で敵の攻撃を無効化する。
- アイアンハート - 毒・痺れ・吸血の効果を打ち消す。
- 死神召喚 - 倒されても死神を呼び出してもう一度だけ復活することができる。
- 死神王召喚 - 死神召喚の強化版。
- スーパーノヴァ - 発動のターンで体力を回復し、さらに時間とともに攻撃力が上がっていく。
- グランドノヴァ - スーパーノヴァの強化版。
- ハルマゲドン - グランドノヴァの強化版。攻撃後の追撃もできるようになる。

## ミラクルカードの天変地異
ミラクルカードで覚える「超わざ」は、様々な天変地異を引き起こす。中には常識的に考えれば地形が変わったり、はたまた地球そのものが崩壊・滅亡するようなものもあるのだが、発動後もお互いの体力が残っていれば、平然と戦いは続き、また「データカードダス ドラゴンボールZ」のように背景が変化することもない。
以下の分け方は便宜上のもので、ゲーム中では使われていない。

### 気象操作系
天気を操作する。
- イナズマ 落雷を呼び起こす。以下二つは強化版。
- ドデカイナズマ
- 限界突破イナズマ
- 氷河期到来 地球が氷河期に突入し、敵を凍りつかせる。

### 地形操作系
主に地面に関係した災害を起こす。
- 地割れ 地割れの中に敵を落としこむ。下の「マグマ地獄」もそうだが、空を飛べるアニマルでも回避できず、普通にダメージを受ける。
- 大地震 地震で岩山が崩壊し、敵の頭上に落下する。
- マグマ地獄 地面が割れてマグマが噴出する。
- 火山弾 火山が噴火して燃える岩が飛んでくる。
- 溶岩流 火山が噴火して大量の溶岩が流れてくる。
- 太平洋大切断 さながらモーゼの「十戒」の一場面のように、海が割れ、敵を呑み込む。鳥類だろうが魚類だろうが、律儀にイカダに乗って飲み込まれる。

### 落下系
宇宙から何物かを地球に落下させる。
- 月墜落 月を落下させる。こういう落下系は敵を直撃させるのではなく、落下時の衝撃で吹き飛ばす。
- 隕石群 隕石が大量に降り注ぐ。
- 巨大隕石 上と異なり、こちらは巨大な隕石が単独で落ちてくる。
- アイスメテオ 氷の塊でできた隕石が落下する。
- 巨大UFO 地球の近くにたまたまやってきたUFO（エイリアンクラフト）を落下させる。ちなみにアダムスキー型。
- 巨大メロン 画面上では月と同じ大きさに見えるメロンを落下させる。
  - 巨大スイカ 「第4弾DX」のみの限定の、スイカバージョン。
  - 巨大パイナップル 「第8弾DX」のみの限定の、パイナップルバージョン。

### 宇宙系
- ブラックホール ブラックホールに地球ごと吸い込まれる。明らかに地球が崩壊しているのだが、次の瞬間には何事もなかったかのように戦いは続く。
- 太陽大接近 太陽が地球を飲み込む。
- 惑星直列 太陽系の惑星が一直線に並んだ後、地球に玉突き衝突する。ちなみに冥王星は除外されている。
- 地球大切断 土星の輪が地球に向って飛来し、一瞬でまっぷたつに切断してしまう。
- 大彗星貫通 巨大な彗星が飛来。地球に衝突し、貫通して飛び去る。

### 異次元たまご系
上空に現れた巨大な卵が割れ、それぞれ異なる物体が出現、敵の頭上に落下する。
- 異次元たまご・A 中から巨大な剣が出現する。
- 異次元たまご・B 中から巨大なラーメン（醤油味）が出現する。割り箸とレンゲもついており、さらにチャルメラのBGMも聞こえる。
- 異次元たまご・C 中から巨大なハンバーガーが出現する。具の中にトマトが確認できる。
- 異次元たまご・D 中から巨大な腕（金色）が出現する。落下でパンチを食らわせる。
- 異次元たまご・E 中から巨大な腕（銀色）が出現する。落下でパンチを食らわせる。（※通常の機械からの排出カードではなく、関連商品の付録）
- 異次元たまご・F 中から巨大なラーメン（とんこつ味）が出現する。（※通常の機械からの排出カードではなく、関連商品の付録）
- 異次元たまご・G 中から巨大な爆弾が出現する。異次元たまご系で唯一相手に直撃させず、相手の目の前に落として爆発させる。
- 異次元たまご・H 中から巨大なタコヤキが出現する。落下して着地時に、タコヤキに爪楊枝が刺さる。
- 異次元たまご・I 中から巨大なドリルが出現する。着地した後、そのまま地面をもぐって行く。
- 異次元たまご・J 中から巨大なカレーライスが出現する。スプーン、水コップ、福神漬け付き。
- 異次元たまご・K 中から巨大なハンマーが出現する。
- 異次元たまご・L 中から巨大な中華まんが出現する。落下後二つに割れ、中身が肉まんであることがわかる。
- 異次元たまご・M 中から巨大なチェーンソーが出現する。
- 異次元たまご・N 中から巨大なピザが出現する。宅配の箱のまま落下し、最後にふたが開く。
- 異次元たまご・O 中から巨大なアイロンが出現する。
- 異次元たまご・P 中から巨大なモアイが出現する。
- 異次元たまご・Q 中から巨大な寿司が出現する。
- 異次元たまご・R 中から巨大な石焼き芋が出現する。
- 異次元たまご・S 中から巨大な注射器が出現する。
- 異次元たまご・金 中から巨大な純金のインゴットが出現する。
- 異次元金庫 たまご型の金庫の中から巨大なダイヤモンドが出現する。

### 天罰系
上空に現れた巨大な「神様」によって天罰がくだされる
- 天罰・その一 神様の巨大な手によるデコピンで、敵を吹っ飛ばす。
- 天罰・その二 巨大な釣り鐘が敵の上にかぶさり、飛んできた鐘木で叩いて攻撃する。
- 天罰・その三 神様の手による不合格はんこで、敵をたたきつぶす。

## ミラクル効果
ミラクルカードにはゲームの進行に影響を及ぼす効果が用意されており、ランダムで発動する。以下の効果は基本的に発動直後のターンに発動する。
- オールダブリング - アタックスロットの値が最大になる。
- オールビッグ - アタックスロットの値が大きい数字になる。ただし最大値は出せない。
- オールG / T / P / ミラクル - セットスロットがその技で固定される。
- G / T / Pガード - その技を受けた時、ダメージを無効化できる。ただしオール系統と違いミラクル技を防ぐことはできない。
- スロットジャマー - 相手のアタックスロットを隠して困らせる。
- ラッキーブレーク - アタックスロットが相手と同じ数値を出した時、相手より強い数値に変える。
- ラッキーイーブン - アタックスロットが相手より弱い数値を出した時、相手と同じ数値に変える。
- ゼロサバイバー - 倒された時、一度だけ復活することができる。
- 謎ミラクル - 上記の効果のいずれかがランダムで出される。

## 主題歌
「めざせ！アニマルカイザー!!」
歌:串田アキラ 作詞:NBGI (山本由貴子, 指田稔) 作曲：NBGI (山本由貴子)
- 第13弾より、デモ画面およびボス戦のクライマックスで流れる主題歌が収録された。
- 日本コロムビアからゲーム中のBGMと一緒に収録されたアルバム「アニマルカイザー音獣録」が発売されている。

## 日本以外の国での展開
- 台湾で翻訳版の「百獸大戰」が稼働。
- フィリピン・マレーシア・シンガポール他、アジアを中心に6カ国で「ANIMAL KAISER」というタイトルの翻訳版が稼働。

日本よりも1年以上遅れての稼働開始であり、内容に関しても日本版とは動物の登場タイミングが異なっていたり、日本では雑誌付録カードのみで登場だったアニマルが、通常のカードとして本機から排出されるなどの調整が行われている。